# Pheng Xat Lao
Pheng Xat Lao (Hino Popular de Laos) é o hino nacional de Laos. A música foi composta pelo Dr. Thongdy Sounthonevichit (1905-1968) em 1941 e adotado como hino do Reino de Laos em 1947. A letra original foi substituída quando a República Democrática Popular de Laos foi estabelecida em 1975.

## Letra oficial (emLao)
ຊາດ ລາວ ຕ ງ ແຕ ໃດ ມາ ລາວ ທ ກ ຖວນ ຫນາ ເຊດ ຊ ສ ດ ໃຈ
ຮວມ ແຮງ ຮວມ ຈ ດ ຮວມ ໃຈ ສາ ມ ກ ຄ ກ ນ ເປນ ກາ ລ ງ ດຽວ
ເດດ ດຽວ ພອມ ກ ນ ກາວ ຫນາ ບ ຊາ ຊ ກຽດ ຂອງ ລາວ
ສ ງ ເສມ ໃຊ ສ ດ ເປນ ເຈ າ ລາວ ທ ກ ຊ ນ ເຜ າ ສະ ເຫມ ພາບ ກ ນ
ບ ໃຫ ຝ ງ ຈ ກ ກະ ພ ດ ແລະ ພວກ ຂາຍ ຊາດ
ເຂ າ ມາ ລ ບ ກວນ ລາວ ທ ງ ມວນ ຊ ເອ ກະ ລາດ
ອ ດ ສະ ລະ ພາບ ຂອງ ຊາດ ລາວ ໄວ
ຕ ດ ສ ນ ໃຈ ສ ຊ ງ ເອ າ ໄຊ ພາ ຊາດ ກາວ ໄປ ສ ຄວາມ ວ ດ ທະ ນາ

## Transliteração da Letra oficial
Xatlao tangtae daima lao thookthuana xeutxoo sootchai,
Huamhaeng huamchit huamchai samakkhikan pen kamlang diao.
Detdiao phomkan kaona booxa xukiat khong lao,
Songseum xaysit pen chao lao thook xonphao sameu pabkan.
Bo hai phuak chackkaphat lae phuak khayxat khaomalob kuan,
Lao thangmuan xoo ekkalat itsalaphab khong xatlao wai,
Tatsin chai soo xing ao xai Xatlao kaopai soo khuam vatthana.
Em português
Em todos os tempos o povo Lao tem glorificado sua pátria
Unido em coração em espírito e vigor como um só e decidamente
avança adiante.
O respeito aumenta a dignidade do povo Lao e proclama o direito
em ser seus próprios senhores.
O povo Lao em sua origem são todos iguais e não permite que
imperialistas e traidores os prejudiquem.
O seu povo vai defender sua independência e a liberdade da nação Lao.
Eles estão decididos a lutar pela vitória conduzindo a nação à prosperidade